# Ignacio Rivera Bazo
Ignacio Rivera Bazo, més conegut com a Nacho Rivera (Logronyo, 28 d'octubre de 1974) és un exfutbolista riojà, que jugava de defensa.
Nacho Rivera va jugar un partit de Primera Divisió amb el CD Logroñés, corresponent a la temporada 94/95. Va ser a la jornada 35, davant el Reial Valladolid.